# Ben Howard
Ben Howard (* 24. dubna 1987) je anglický zpěvák a kytarista. Narodil se v Londýně a hudbě se věnoval již od dětství. Pod vlivem umělců, jakými byli například Simon & Garfunkel a Joni Mitchell, začal psát vlastní písně. Své první nahrávky vydal v roce 2008 na EP Games in the Dark; o rok později následovalo další EP These Waters a v následujícím roce třetí, které neslo název Old Pine. V roce 2011 podepsal smlouvu s hudebním vydavatelstvím Island Records a v září toho roku vyšlo jeho debutové album s názvem Every Kingdom. Své druhé řadové album, které pojmenoval I Forget Where We Were, vydal v říjnu roku 2014. Třetí albům nesoucí název Noonday Dream vyšlo 1. června roku 2018.